# Brachyolene ochreosignata
Brachyolene ochreosignata là một loài bọ cánh cứng trong họ Cerambycidae.